# Qualcomm Atheros
Qualcomm Atheros — виробник напівпровідників для мережевих комунікацій, частково — бездротових чипсетів.
Atheros Communications, Inc. була заснована в 1998 році експертами з обробки сигналів Стенфордського університету, Каліфорнійського університету в Берклі і приватного бізнесу. Стала публічною компанією в 2004 році. Нинішнім президентом і генеральним директором є Крейг Барретт (англ.  Craig H. Barratt).
5 січня 2011 року було оголошено, що Qualcomm Incorporated погодилася поглинути компанію Atheros Communications, Inc. за оціночну вартість в 3,5 млрд доларів США. Покупка була завершена 24 травня 2011 року, і Atheros стала підрозділом Qualcomm, отримавши ім'я Qualcomm Atheros.
Чипсети Atheros для стандарту IEEE 802.11 використовуються більш ніж 30 різними виробниками бездротових пристроїв, включаючи MikroTik, D-Link, Compex, Netgear, TP-Link і TRENDnet.

## Atheros і спільнота вільного ПЗ
У спільноті вільного програмного забезпечення продукція Atheros відома закритістю технічної документації, що не дозволяє розробникам вільного програмного забезпечення створювати відкриті драйвери для бездротових пристроїв Atheros без застосування зворотної розробки. В результаті цього відкрита підтримка для апаратури Atheros була досить обмеженою. Однак існує декілька повністю вільних драйверів, створених з використанням зворотної розробки. Наприклад, Рейк Флетер (нім. Reyk Floeter) досліджував модуль HAL драйвера ath з FreeBSD, і додав повністю вільний драйвер пристроїв Atheros для OpenBSD. В додаток до цього Нік Коссифидис (англ. Nick Kossifidis), який бере участь у проекті MadWiFi, ґрунтуючись на роботі Флетера, почав гілку madwifi-old-openhal в лютому 2006 р., щоб створити вільний драйвер для Linux. Коссифидис провів більш глибоке дослідження в цілях додання підтримки більшості чипів ar5k і вніс кілька поліпшень в код. Код став драйвером для чипів Atheros ath5k, який тепер включений у ядро Linux.
Компанія була неодноразово згадана в піснях OpenBSD, що оповідають про безперервні роботи по відкриттю вільних пристроїв.
У липні 2008 р. компанія Atheros вирішила змінити політику і найняла двох ключових розробників Linux: Луїса Родрігеса (ісп. Luis Rodriguez) і Йоуні Малинена (фін. Jouni MalinenJouni Malinen), які випустили відкриті драйвери для роботи пристроїв 802.11 n в Linux. Atheros також опублікувала частину сирцевого коду їх бінарного HAL під ліцензією ISC з метою допомоги співтовариству в додаванні підтримки чипів Atheros 802.11 a, 802.11 b, 802.11 g. Компанія стала брати активну участь в розробці драйвера ath9k для Linux, з підтримкою всіх нинішніх 802.11 n чипсетів.

## Придбання
У 2006 р. Atheros Communications поглинула компанію ZyDAS Technology з Сіньчжу (Тайвань), що спеціалізується на USB WLAN. З співробітників поглиненої компанії була сформована основа штату Тайванського центру розробки Atheros.
В кінці 2006 р. Atheros купила компанію Attansic Technology (Тайвань), яка виробляла чипи Ethernet, додавши дротові комунікації в свій портфель і розширивши штат в Азії.
В кінці 2007 р. Atheros придбала компанію u-Nav Microelectronics з Ірвайну (Каліфорнія), яка виробляла чипи GPS.
В кінці 2009 р. Atheros поглинула публічну компанію Intellon Corporation. Завдяки цьому придбанню компанія Atheros поліпшила і розширила свій портфель мережевих технологій, включивши технологію зв'язку з ЛЕП, розроблену в Intellon.
У серпні 2010 Atheros купила розташовану в Китаї Opulan Technology. Це придбання додало технологію широкосмугового доступу Ethernet PON до все більш різноманітного портфелю мережевих технологій Atheros, а також значно підтримало її присутність в Шанхаї.
У січні 2011 компанія Qualcomm вступила в Material Definitive Agreement з метою придбання Atheros за ціною 45 доларів США за акцію. Дана угода підлягала затвердженню акціонерами та іншими органами нагляду. У травні 2011 Qualcomm закінчила придбання Atheros Communications за 3,1 млрд доларів. Atheros тепер є дочірньою компанією Qualcomm під ім'ям Qualcomm Atheros.